# Francis Hurley
Francis Thomas Hurley (ur. 12 stycznia 1927 w San Francisco; zm. 10 stycznia 2016 w Anchorage) – amerykański duchowny rzymskokatolicki, w latach 1976-2001 arcybiskup metropolita Anchorage.

## Życiorys
Święcenia kapłańskie przyjął 16 czerwca 1951 w archidiecezji San Francisco. 4 lutego 1970 papież Paweł VI mianował go biskupem pomocniczym Juneau ze stolicą tytularną Daimlaig. Sakry udzielił mu 19 marca 1970 jego rodzony brat Mark Joseph Hurley, biskup diecezjalny Santa Rosy. 20 lipca 1971 został awansowany na stanowisko biskupa diecezjalnego Juneau, jego ingres nastąpił 8 września 1971. 4 maja 1976 został przeniesiony na stolicę metropolitalną w Anchorage, którą kanonicznie objął 8 lipca 1976. Zrezygnował z urzędu 3 marca 2001, na niespełna rok przed osiągnięciem biskupiego wieku emerytalnego (75 lat). Od tego czasu pozostawał arcybiskupem seniorem archidiecezji.